# 블러드: 더 라스트 뱀파이어
블러드 더 라스트 뱀파이어(BLOOD THE LAST VAMPIRE)는 2000년부터 전개된 Production I.G 제작의 미디어 믹스이다. 소녀와 괴물이 벌이는 싸움을 그린 호러 액션 작품이다.

## 개요
소녀, 괴물, 일본도를 중심 요소로, 애니메이션 영화, 소설, 만화, 컴퓨터 게임으로 작품이 제작되었지만, 각각 스토리의 연결은 없다. 작품 전개의 시작된 2000년 당시 그다지 눈에 띄는 히트는 보이지 않았으나, 2005년 이후 세계관을 공유하는 작품 《BLOOD+》이 같은 미디어 믹스 작품으로 전개했기 때문에, 주목을 받기 시작하였다.